# Laëtitia Allemand
Pour les articles homonymes, voir Allemand (homonymie).
 (juin 2015).
Si vous disposez d'ouvrages ou d'articles de référence ou si vous connaissez des sites web de qualité traitant du thème abordé ici, merci de compléter l'article en donnant les références utiles à sa vérifiabilité et en les liant à la section « Notes et références ».
Laëtitia Allemand est une journaliste de télévision française, née le 8 janvier 1975 à Grenoble (France). 
Après 15 ans passés aux côtés de Paul Amar comme rédactrice en chef adjointe et chroniqueuse de ses émissions, Laëtitia Allemand est aujourd’hui journaliste indépendante. Elle contribue notamment au blogue le Parisien - Les Grappes et présente un format court destiné au monde du vin (diffusion en 2016 sur Campagnes TV et LeParisien.fr). Elle gère par ailleurs un domaine viticole situé dans les Alpes du Sud (Domaine Allemand – IGP Hautes-Alpes). 

## Formation
Après une année d'hypokhâgne, Laëtitia Allemand poursuit ses études à l'Institut d'études politiques d'Aix-en-Provence dont elle sort diplômée en 1997, avant d'intégrer le 3e cycle de l'Institut français de presse (IFP, Paris 2) en 1999. 
En 2014, elle entreprend en formation continue le Mastère Spécialisé en Commerce International des Vins et Spiritueux de l’ESC Dijon. 

## Carrière
Laëtitia Allemand débute en 1999 comme journaliste junior pour l'émission Recto Verso, présentée par Paul Amar sur Paris Première. En 2001, elle suit l'animateur sur France 5 et devient enquêtrice pour On aura tout lu, une revue hebdomadaire de l'actualité en images.
En 2003, Laëtitia devient reporter pour l'émission Les 109. La saison suivante, elle est journaliste et chroniqueuse pour D’un monde à l’autre, toujours sur France 5 avec Paul Amar. Fidèle à No-Mad Prod, elle poursuit en 2005 avec l'émission États généraux sur France 5.
De septembre 2007 à juin 2012, elle collabore à l'émission Revu et corrigé, diffusée le samedi soir en direct sur France 5
En 2009, elle devient rédactrice en chef adjointe de l’émission qui changera de nom en 2012 pour devenir 19H Paul Amar. Elle présente également des chroniques à l'antenne.
En 2016, elle présente un format court destiné au monde du vin sur Campagnes TV. Elle raconte également l’aventure de sa reconversion sur le blogue le Parisien - Les Grappes. 

## Publication
Coauteur (avec Jean-Michel Oullion) de l’ouvrage Les grandes questions des médias – Enjeux et stratégies des médias contemporains, coll. Connaissance, L'Étudiant, 2000, réédité en 2005.